# Nowa Słupca
Nowa Słupca – część wsi Słupca położona w Polsce, w województwie mazowieckim, w powiecie płockim, w gminie Bulkowo.
W latach 1975–1998 miejscowość należała administracyjnie do województwa płockiego.